# Kusum Sarovar

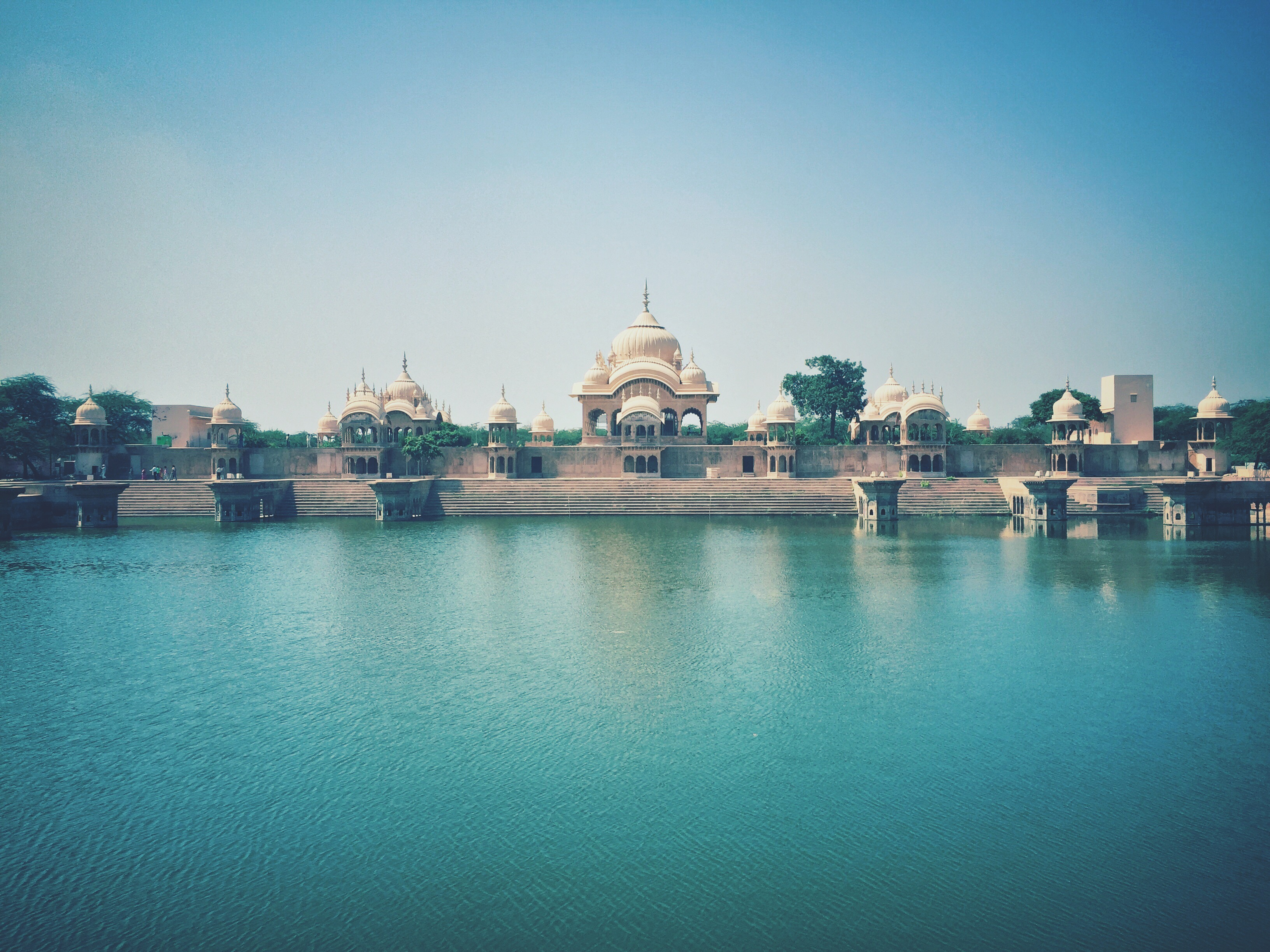
Kusum Sarovar, Govardhan dopo il grande restauro, 2017

Kusum Sarovar, è uno storico monumento in pietra sito sul colle Govardhan tra Govardhan e Radha Kund nel Distretto di Mathura in Uttar Pradesh, in India. È anche il luogo del memoriale Chhatri del governatore jat Suraj Mal.
Vicino al monumento si trova il Narada Kund, dove Narada scrisse i versi del Bhakti Sutra e il tempio di Sri Radha Vana Bihari.